# Chora (Philosophie)
Chora (altgriechisch χώρα „Platz, Gebiet, Land, Raum“) ist in der antiken griechischen Naturphilosophie ein Begriff, den Platon im Dialog Timaios einführt. In diesem Dialog erklärt Timaios von Lokri die Entstehung der Welt. Die genaue Bedeutung von χώρα bei Platon ist unklar. Im Epos der Odyssee steht Chora für bebautes Land, oder „schwarze Erde, die Weizen und Gerste beschert“, und bezeichnet damit das bäuerliche Ackerland, auf dessen Erträge eine prosperierende Polis in der griechischen Antike angewiesen war.
Die im Timaios dargestellte Kosmogonie gliedert sich in mehrere Phasen oder Ebenen, von welchen die erste und grundlegende als „präkosmische Phase“ (altgriechisch προκοσμική φάση prokosmikē phasē) bzw. auch als „dritte Gattung“ bezeichnet werden kann. Diese Phase bzw. Gattung ist bereits eine Schöpfung, in der die Chora das „Worin“ und das intelligible Sein das „Woher“ repräsentieren, wobei das intelligible Sein sich in die Chora einprägt und diese dadurch in Bewegung setzt. Präkosmisch ist diese Phase bzw. Gattung insofern, als in einer zweiten Phase der Demiurg in die Chora eingreift und dadurch erst die kosmischen Elemente: Erde, Wasser, Luft, Feuer und Äther in Form der platonischen Körper sowie auch die wahrnehmbaren gewöhnlichen Körper gebildet werden. Die Bezeichnung dritte Gattung rührt daher, weil für die Konstitution der Welt drei Ursachen notwendig sind: der Demiurg, die Ideen und drittens die Chora.
Problematisch und umstritten ist die Bedeutung der Chora, denn Platon gibt teilweise widersprüchliche Hinweise. Mögliche Auslegungen sind:
1. als „Amme des Werdens“
2. als Raum
3. als Materie
4. als Identität von Raum und Materie
5. als moderner Raumbegriff

Für all diese Deutungen gibt es Begründungen; man hat auch versucht sie zu harmonisieren.
In der Chora bewegen sich nur gegenseitig unähnliche Abbilder bzw. Spuren der vier materiellen Elemente Erde, Feuer, Wasser und Luft. Durch die Einwirkung des Demiurgen nehmen diese jedoch die Gestalten der entsprechenden vier regelmäßigen Polyeder an und dienen als Grundbausteine der materiellen Welt, während mit dem fünften regelmäßigen Polyeder – dem den Äther verkörpernden Dodekaeder – die Welt ausgeschmückt wird.